# Чорноморські протоки
40°43′21″ пн. ш. 28°13′29″ сх. д. / 40.72250° пн. ш. 28.22472° сх. д.

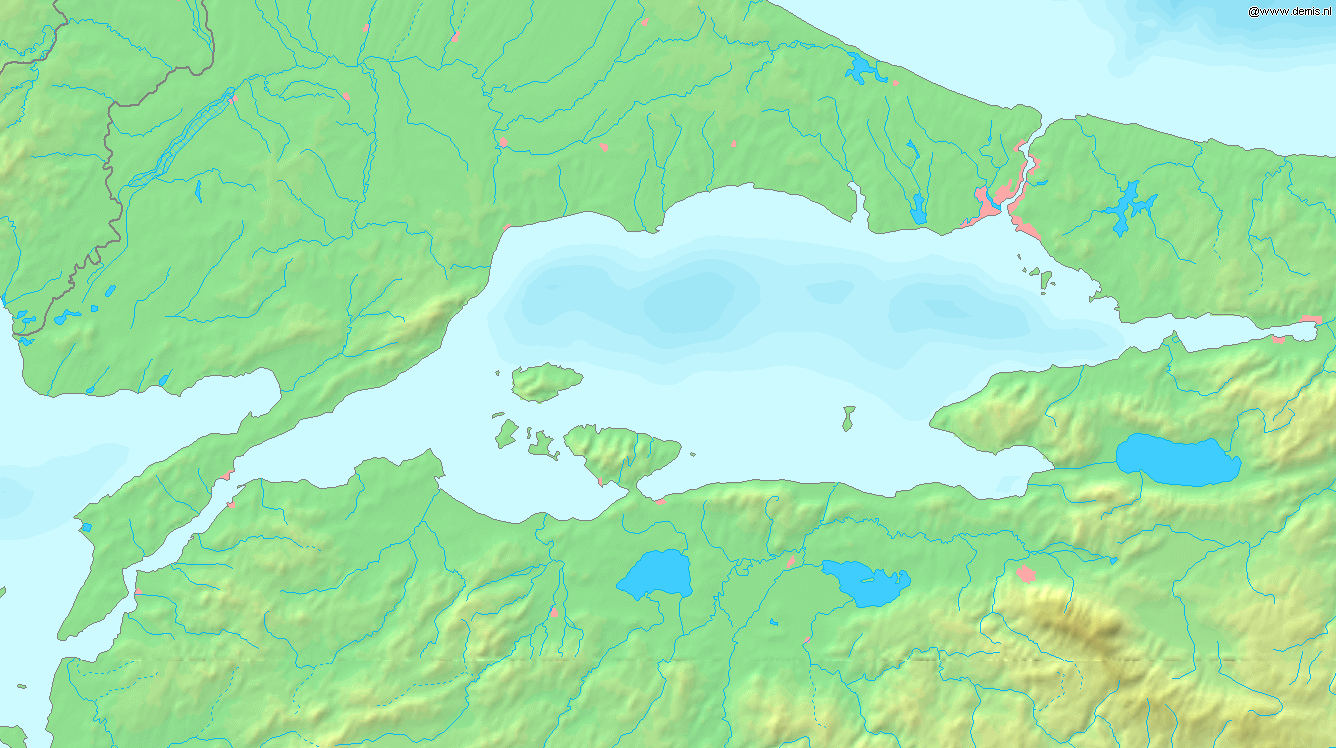
Карта Чорноморських проток

Це усталена назва системи морських водних шляхів Чорного моря в Середземне, що складається з Босфору, Дарданелл і Мармурового моря, яке їх з'єднує. Географічно Чорноморські протоки не існують. Вони є важливими морськими шляхами для держав, розташованих у басейні Чорного моря. Найважливіше значення вони мають і для України, що має міцний торговий флот, яка веде інтенсивну торгівлю через свої морські порти і надає їх для торгівлі, іншим країнам. Крім того, Україна має і військово-морський флот, а також низку військово-морських баз, що здатні у своїй сукупності впливати на політичну і військову обстановку Середземномор'я.
Перебувають під юрисдикцією Туреччини, але мають міжнародний статус врегульований Конвенцією Монтре 1936 року та Конвенція ООН з морського права 1982 року.